# Коц, Йоганнес
Йоганнес Коц (нем. Johannes Kohtz; 18 июля 1843, Эльбинг — 5 октября 1918, Дрезден) — немецкий шахматный композитор, выдающийся теоретик, вместе с К. Коккелькорном (1843—1914) был основоположником логической школы в шахматной композиции. В публикациях иногда использовал псевдонимы Й. Кук (нем. J. Kuck) и Альфред Видеман (нем. Alfred Wiedemann). Работал главным инженером на паровозных фабриках в Эльбинге и Кёнигсберге. После выхода на пенсию жил в Дрездене.
В капитальном труде Das Indische Problem («Индийская задача»), изданном в Германии в 1903 году, Котц и Коккелькорн обратили внимание коллег на новые задачные идеи, в частности связанные с критическими ходами чёрных фигур, их перестроением и манёврами, отвлечением и привлечением. Подчёркивалось стремление к чёткому решению и лёгкому оформлению замысла. Книга сыграла значительную роль в создании популярного направления задачной композиции — так называемой новонемецкой или логической школы.

## Задачи
|   | a | b | c | d | e | f | g | h |   |
| - | --- | --- | --- | --- | --- | --- | --- | --- | - |
| 8 | e8 чёрный конь · f8 белый король · g8 чёрный конь · b7 белый ферзь · c6 чёрная пешка · f6 белая пешка · b5 чёрная пешка · g4 чёрная ладья · c3 белая пешка · e3 белый слон · b2 белый конь · d2 белый конь · e2 чёрная пешка · g2 чёрный слон · e1 чёрный король | e8 чёрный конь · f8 белый король · g8 чёрный конь · b7 белый ферзь · c6 чёрная пешка · f6 белая пешка · b5 чёрная пешка · g4 чёрная ладья · c3 белая пешка · e3 белый слон · b2 белый конь · d2 белый конь · e2 чёрная пешка · g2 чёрный слон · e1 чёрный король | e8 чёрный конь · f8 белый король · g8 чёрный конь · b7 белый ферзь · c6 чёрная пешка · f6 белая пешка · b5 чёрная пешка · g4 чёрная ладья · c3 белая пешка · e3 белый слон · b2 белый конь · d2 белый конь · e2 чёрная пешка · g2 чёрный слон · e1 чёрный король | e8 чёрный конь · f8 белый король · g8 чёрный конь · b7 белый ферзь · c6 чёрная пешка · f6 белая пешка · b5 чёрная пешка · g4 чёрная ладья · c3 белая пешка · e3 белый слон · b2 белый конь · d2 белый конь · e2 чёрная пешка · g2 чёрный слон · e1 чёрный король | e8 чёрный конь · f8 белый король · g8 чёрный конь · b7 белый ферзь · c6 чёрная пешка · f6 белая пешка · b5 чёрная пешка · g4 чёрная ладья · c3 белая пешка · e3 белый слон · b2 белый конь · d2 белый конь · e2 чёрная пешка · g2 чёрный слон · e1 чёрный король | e8 чёрный конь · f8 белый король · g8 чёрный конь · b7 белый ферзь · c6 чёрная пешка · f6 белая пешка · b5 чёрная пешка · g4 чёрная ладья · c3 белая пешка · e3 белый слон · b2 белый конь · d2 белый конь · e2 чёрная пешка · g2 чёрный слон · e1 чёрный король | e8 чёрный конь · f8 белый король · g8 чёрный конь · b7 белый ферзь · c6 чёрная пешка · f6 белая пешка · b5 чёрная пешка · g4 чёрная ладья · c3 белая пешка · e3 белый слон · b2 белый конь · d2 белый конь · e2 чёрная пешка · g2 чёрный слон · e1 чёрный король | e8 чёрный конь · f8 белый король · g8 чёрный конь · b7 белый ферзь · c6 чёрная пешка · f6 белая пешка · b5 чёрная пешка · g4 чёрная ладья · c3 белая пешка · e3 белый слон · b2 белый конь · d2 белый конь · e2 чёрная пешка · g2 чёрный слон · e1 чёрный король | 8 |
| 7 | e8 чёрный конь · f8 белый король · g8 чёрный конь · b7 белый ферзь · c6 чёрная пешка · f6 белая пешка · b5 чёрная пешка · g4 чёрная ладья · c3 белая пешка · e3 белый слон · b2 белый конь · d2 белый конь · e2 чёрная пешка · g2 чёрный слон · e1 чёрный король | e8 чёрный конь · f8 белый король · g8 чёрный конь · b7 белый ферзь · c6 чёрная пешка · f6 белая пешка · b5 чёрная пешка · g4 чёрная ладья · c3 белая пешка · e3 белый слон · b2 белый конь · d2 белый конь · e2 чёрная пешка · g2 чёрный слон · e1 чёрный король | e8 чёрный конь · f8 белый король · g8 чёрный конь · b7 белый ферзь · c6 чёрная пешка · f6 белая пешка · b5 чёрная пешка · g4 чёрная ладья · c3 белая пешка · e3 белый слон · b2 белый конь · d2 белый конь · e2 чёрная пешка · g2 чёрный слон · e1 чёрный король | e8 чёрный конь · f8 белый король · g8 чёрный конь · b7 белый ферзь · c6 чёрная пешка · f6 белая пешка · b5 чёрная пешка · g4 чёрная ладья · c3 белая пешка · e3 белый слон · b2 белый конь · d2 белый конь · e2 чёрная пешка · g2 чёрный слон · e1 чёрный король | e8 чёрный конь · f8 белый король · g8 чёрный конь · b7 белый ферзь · c6 чёрная пешка · f6 белая пешка · b5 чёрная пешка · g4 чёрная ладья · c3 белая пешка · e3 белый слон · b2 белый конь · d2 белый конь · e2 чёрная пешка · g2 чёрный слон · e1 чёрный король | e8 чёрный конь · f8 белый король · g8 чёрный конь · b7 белый ферзь · c6 чёрная пешка · f6 белая пешка · b5 чёрная пешка · g4 чёрная ладья · c3 белая пешка · e3 белый слон · b2 белый конь · d2 белый конь · e2 чёрная пешка · g2 чёрный слон · e1 чёрный король | e8 чёрный конь · f8 белый король · g8 чёрный конь · b7 белый ферзь · c6 чёрная пешка · f6 белая пешка · b5 чёрная пешка · g4 чёрная ладья · c3 белая пешка · e3 белый слон · b2 белый конь · d2 белый конь · e2 чёрная пешка · g2 чёрный слон · e1 чёрный король | e8 чёрный конь · f8 белый король · g8 чёрный конь · b7 белый ферзь · c6 чёрная пешка · f6 белая пешка · b5 чёрная пешка · g4 чёрная ладья · c3 белая пешка · e3 белый слон · b2 белый конь · d2 белый конь · e2 чёрная пешка · g2 чёрный слон · e1 чёрный король | 7 |
| 6 | e8 чёрный конь · f8 белый король · g8 чёрный конь · b7 белый ферзь · c6 чёрная пешка · f6 белая пешка · b5 чёрная пешка · g4 чёрная ладья · c3 белая пешка · e3 белый слон · b2 белый конь · d2 белый конь · e2 чёрная пешка · g2 чёрный слон · e1 чёрный король | e8 чёрный конь · f8 белый король · g8 чёрный конь · b7 белый ферзь · c6 чёрная пешка · f6 белая пешка · b5 чёрная пешка · g4 чёрная ладья · c3 белая пешка · e3 белый слон · b2 белый конь · d2 белый конь · e2 чёрная пешка · g2 чёрный слон · e1 чёрный король | e8 чёрный конь · f8 белый король · g8 чёрный конь · b7 белый ферзь · c6 чёрная пешка · f6 белая пешка · b5 чёрная пешка · g4 чёрная ладья · c3 белая пешка · e3 белый слон · b2 белый конь · d2 белый конь · e2 чёрная пешка · g2 чёрный слон · e1 чёрный король | e8 чёрный конь · f8 белый король · g8 чёрный конь · b7 белый ферзь · c6 чёрная пешка · f6 белая пешка · b5 чёрная пешка · g4 чёрная ладья · c3 белая пешка · e3 белый слон · b2 белый конь · d2 белый конь · e2 чёрная пешка · g2 чёрный слон · e1 чёрный король | e8 чёрный конь · f8 белый король · g8 чёрный конь · b7 белый ферзь · c6 чёрная пешка · f6 белая пешка · b5 чёрная пешка · g4 чёрная ладья · c3 белая пешка · e3 белый слон · b2 белый конь · d2 белый конь · e2 чёрная пешка · g2 чёрный слон · e1 чёрный король | e8 чёрный конь · f8 белый король · g8 чёрный конь · b7 белый ферзь · c6 чёрная пешка · f6 белая пешка · b5 чёрная пешка · g4 чёрная ладья · c3 белая пешка · e3 белый слон · b2 белый конь · d2 белый конь · e2 чёрная пешка · g2 чёрный слон · e1 чёрный король | e8 чёрный конь · f8 белый король · g8 чёрный конь · b7 белый ферзь · c6 чёрная пешка · f6 белая пешка · b5 чёрная пешка · g4 чёрная ладья · c3 белая пешка · e3 белый слон · b2 белый конь · d2 белый конь · e2 чёрная пешка · g2 чёрный слон · e1 чёрный король | e8 чёрный конь · f8 белый король · g8 чёрный конь · b7 белый ферзь · c6 чёрная пешка · f6 белая пешка · b5 чёрная пешка · g4 чёрная ладья · c3 белая пешка · e3 белый слон · b2 белый конь · d2 белый конь · e2 чёрная пешка · g2 чёрный слон · e1 чёрный король | 6 |
| 5 | e8 чёрный конь · f8 белый король · g8 чёрный конь · b7 белый ферзь · c6 чёрная пешка · f6 белая пешка · b5 чёрная пешка · g4 чёрная ладья · c3 белая пешка · e3 белый слон · b2 белый конь · d2 белый конь · e2 чёрная пешка · g2 чёрный слон · e1 чёрный король | e8 чёрный конь · f8 белый король · g8 чёрный конь · b7 белый ферзь · c6 чёрная пешка · f6 белая пешка · b5 чёрная пешка · g4 чёрная ладья · c3 белая пешка · e3 белый слон · b2 белый конь · d2 белый конь · e2 чёрная пешка · g2 чёрный слон · e1 чёрный король | e8 чёрный конь · f8 белый король · g8 чёрный конь · b7 белый ферзь · c6 чёрная пешка · f6 белая пешка · b5 чёрная пешка · g4 чёрная ладья · c3 белая пешка · e3 белый слон · b2 белый конь · d2 белый конь · e2 чёрная пешка · g2 чёрный слон · e1 чёрный король | e8 чёрный конь · f8 белый король · g8 чёрный конь · b7 белый ферзь · c6 чёрная пешка · f6 белая пешка · b5 чёрная пешка · g4 чёрная ладья · c3 белая пешка · e3 белый слон · b2 белый конь · d2 белый конь · e2 чёрная пешка · g2 чёрный слон · e1 чёрный король | e8 чёрный конь · f8 белый король · g8 чёрный конь · b7 белый ферзь · c6 чёрная пешка · f6 белая пешка · b5 чёрная пешка · g4 чёрная ладья · c3 белая пешка · e3 белый слон · b2 белый конь · d2 белый конь · e2 чёрная пешка · g2 чёрный слон · e1 чёрный король | e8 чёрный конь · f8 белый король · g8 чёрный конь · b7 белый ферзь · c6 чёрная пешка · f6 белая пешка · b5 чёрная пешка · g4 чёрная ладья · c3 белая пешка · e3 белый слон · b2 белый конь · d2 белый конь · e2 чёрная пешка · g2 чёрный слон · e1 чёрный король | e8 чёрный конь · f8 белый король · g8 чёрный конь · b7 белый ферзь · c6 чёрная пешка · f6 белая пешка · b5 чёрная пешка · g4 чёрная ладья · c3 белая пешка · e3 белый слон · b2 белый конь · d2 белый конь · e2 чёрная пешка · g2 чёрный слон · e1 чёрный король | e8 чёрный конь · f8 белый король · g8 чёрный конь · b7 белый ферзь · c6 чёрная пешка · f6 белая пешка · b5 чёрная пешка · g4 чёрная ладья · c3 белая пешка · e3 белый слон · b2 белый конь · d2 белый конь · e2 чёрная пешка · g2 чёрный слон · e1 чёрный король | 5 |
| 4 | e8 чёрный конь · f8 белый король · g8 чёрный конь · b7 белый ферзь · c6 чёрная пешка · f6 белая пешка · b5 чёрная пешка · g4 чёрная ладья · c3 белая пешка · e3 белый слон · b2 белый конь · d2 белый конь · e2 чёрная пешка · g2 чёрный слон · e1 чёрный король | e8 чёрный конь · f8 белый король · g8 чёрный конь · b7 белый ферзь · c6 чёрная пешка · f6 белая пешка · b5 чёрная пешка · g4 чёрная ладья · c3 белая пешка · e3 белый слон · b2 белый конь · d2 белый конь · e2 чёрная пешка · g2 чёрный слон · e1 чёрный король | e8 чёрный конь · f8 белый король · g8 чёрный конь · b7 белый ферзь · c6 чёрная пешка · f6 белая пешка · b5 чёрная пешка · g4 чёрная ладья · c3 белая пешка · e3 белый слон · b2 белый конь · d2 белый конь · e2 чёрная пешка · g2 чёрный слон · e1 чёрный король | e8 чёрный конь · f8 белый король · g8 чёрный конь · b7 белый ферзь · c6 чёрная пешка · f6 белая пешка · b5 чёрная пешка · g4 чёрная ладья · c3 белая пешка · e3 белый слон · b2 белый конь · d2 белый конь · e2 чёрная пешка · g2 чёрный слон · e1 чёрный король | e8 чёрный конь · f8 белый король · g8 чёрный конь · b7 белый ферзь · c6 чёрная пешка · f6 белая пешка · b5 чёрная пешка · g4 чёрная ладья · c3 белая пешка · e3 белый слон · b2 белый конь · d2 белый конь · e2 чёрная пешка · g2 чёрный слон · e1 чёрный король | e8 чёрный конь · f8 белый король · g8 чёрный конь · b7 белый ферзь · c6 чёрная пешка · f6 белая пешка · b5 чёрная пешка · g4 чёрная ладья · c3 белая пешка · e3 белый слон · b2 белый конь · d2 белый конь · e2 чёрная пешка · g2 чёрный слон · e1 чёрный король | e8 чёрный конь · f8 белый король · g8 чёрный конь · b7 белый ферзь · c6 чёрная пешка · f6 белая пешка · b5 чёрная пешка · g4 чёрная ладья · c3 белая пешка · e3 белый слон · b2 белый конь · d2 белый конь · e2 чёрная пешка · g2 чёрный слон · e1 чёрный король | e8 чёрный конь · f8 белый король · g8 чёрный конь · b7 белый ферзь · c6 чёрная пешка · f6 белая пешка · b5 чёрная пешка · g4 чёрная ладья · c3 белая пешка · e3 белый слон · b2 белый конь · d2 белый конь · e2 чёрная пешка · g2 чёрный слон · e1 чёрный король | 4 |
| 3 | e8 чёрный конь · f8 белый король · g8 чёрный конь · b7 белый ферзь · c6 чёрная пешка · f6 белая пешка · b5 чёрная пешка · g4 чёрная ладья · c3 белая пешка · e3 белый слон · b2 белый конь · d2 белый конь · e2 чёрная пешка · g2 чёрный слон · e1 чёрный король | e8 чёрный конь · f8 белый король · g8 чёрный конь · b7 белый ферзь · c6 чёрная пешка · f6 белая пешка · b5 чёрная пешка · g4 чёрная ладья · c3 белая пешка · e3 белый слон · b2 белый конь · d2 белый конь · e2 чёрная пешка · g2 чёрный слон · e1 чёрный король | e8 чёрный конь · f8 белый король · g8 чёрный конь · b7 белый ферзь · c6 чёрная пешка · f6 белая пешка · b5 чёрная пешка · g4 чёрная ладья · c3 белая пешка · e3 белый слон · b2 белый конь · d2 белый конь · e2 чёрная пешка · g2 чёрный слон · e1 чёрный король | e8 чёрный конь · f8 белый король · g8 чёрный конь · b7 белый ферзь · c6 чёрная пешка · f6 белая пешка · b5 чёрная пешка · g4 чёрная ладья · c3 белая пешка · e3 белый слон · b2 белый конь · d2 белый конь · e2 чёрная пешка · g2 чёрный слон · e1 чёрный король | e8 чёрный конь · f8 белый король · g8 чёрный конь · b7 белый ферзь · c6 чёрная пешка · f6 белая пешка · b5 чёрная пешка · g4 чёрная ладья · c3 белая пешка · e3 белый слон · b2 белый конь · d2 белый конь · e2 чёрная пешка · g2 чёрный слон · e1 чёрный король | e8 чёрный конь · f8 белый король · g8 чёрный конь · b7 белый ферзь · c6 чёрная пешка · f6 белая пешка · b5 чёрная пешка · g4 чёрная ладья · c3 белая пешка · e3 белый слон · b2 белый конь · d2 белый конь · e2 чёрная пешка · g2 чёрный слон · e1 чёрный король | e8 чёрный конь · f8 белый король · g8 чёрный конь · b7 белый ферзь · c6 чёрная пешка · f6 белая пешка · b5 чёрная пешка · g4 чёрная ладья · c3 белая пешка · e3 белый слон · b2 белый конь · d2 белый конь · e2 чёрная пешка · g2 чёрный слон · e1 чёрный король | e8 чёрный конь · f8 белый король · g8 чёрный конь · b7 белый ферзь · c6 чёрная пешка · f6 белая пешка · b5 чёрная пешка · g4 чёрная ладья · c3 белая пешка · e3 белый слон · b2 белый конь · d2 белый конь · e2 чёрная пешка · g2 чёрный слон · e1 чёрный король | 3 |
| 2 | e8 чёрный конь · f8 белый король · g8 чёрный конь · b7 белый ферзь · c6 чёрная пешка · f6 белая пешка · b5 чёрная пешка · g4 чёрная ладья · c3 белая пешка · e3 белый слон · b2 белый конь · d2 белый конь · e2 чёрная пешка · g2 чёрный слон · e1 чёрный король | e8 чёрный конь · f8 белый король · g8 чёрный конь · b7 белый ферзь · c6 чёрная пешка · f6 белая пешка · b5 чёрная пешка · g4 чёрная ладья · c3 белая пешка · e3 белый слон · b2 белый конь · d2 белый конь · e2 чёрная пешка · g2 чёрный слон · e1 чёрный король | e8 чёрный конь · f8 белый король · g8 чёрный конь · b7 белый ферзь · c6 чёрная пешка · f6 белая пешка · b5 чёрная пешка · g4 чёрная ладья · c3 белая пешка · e3 белый слон · b2 белый конь · d2 белый конь · e2 чёрная пешка · g2 чёрный слон · e1 чёрный король | e8 чёрный конь · f8 белый король · g8 чёрный конь · b7 белый ферзь · c6 чёрная пешка · f6 белая пешка · b5 чёрная пешка · g4 чёрная ладья · c3 белая пешка · e3 белый слон · b2 белый конь · d2 белый конь · e2 чёрная пешка · g2 чёрный слон · e1 чёрный король | e8 чёрный конь · f8 белый король · g8 чёрный конь · b7 белый ферзь · c6 чёрная пешка · f6 белая пешка · b5 чёрная пешка · g4 чёрная ладья · c3 белая пешка · e3 белый слон · b2 белый конь · d2 белый конь · e2 чёрная пешка · g2 чёрный слон · e1 чёрный король | e8 чёрный конь · f8 белый король · g8 чёрный конь · b7 белый ферзь · c6 чёрная пешка · f6 белая пешка · b5 чёрная пешка · g4 чёрная ладья · c3 белая пешка · e3 белый слон · b2 белый конь · d2 белый конь · e2 чёрная пешка · g2 чёрный слон · e1 чёрный король | e8 чёрный конь · f8 белый король · g8 чёрный конь · b7 белый ферзь · c6 чёрная пешка · f6 белая пешка · b5 чёрная пешка · g4 чёрная ладья · c3 белая пешка · e3 белый слон · b2 белый конь · d2 белый конь · e2 чёрная пешка · g2 чёрный слон · e1 чёрный король | e8 чёрный конь · f8 белый король · g8 чёрный конь · b7 белый ферзь · c6 чёрная пешка · f6 белая пешка · b5 чёрная пешка · g4 чёрная ладья · c3 белая пешка · e3 белый слон · b2 белый конь · d2 белый конь · e2 чёрная пешка · g2 чёрный слон · e1 чёрный король | 2 |
| 1 | e8 чёрный конь · f8 белый король · g8 чёрный конь · b7 белый ферзь · c6 чёрная пешка · f6 белая пешка · b5 чёрная пешка · g4 чёрная ладья · c3 белая пешка · e3 белый слон · b2 белый конь · d2 белый конь · e2 чёрная пешка · g2 чёрный слон · e1 чёрный король | e8 чёрный конь · f8 белый король · g8 чёрный конь · b7 белый ферзь · c6 чёрная пешка · f6 белая пешка · b5 чёрная пешка · g4 чёрная ладья · c3 белая пешка · e3 белый слон · b2 белый конь · d2 белый конь · e2 чёрная пешка · g2 чёрный слон · e1 чёрный король | e8 чёрный конь · f8 белый король · g8 чёрный конь · b7 белый ферзь · c6 чёрная пешка · f6 белая пешка · b5 чёрная пешка · g4 чёрная ладья · c3 белая пешка · e3 белый слон · b2 белый конь · d2 белый конь · e2 чёрная пешка · g2 чёрный слон · e1 чёрный король | e8 чёрный конь · f8 белый король · g8 чёрный конь · b7 белый ферзь · c6 чёрная пешка · f6 белая пешка · b5 чёрная пешка · g4 чёрная ладья · c3 белая пешка · e3 белый слон · b2 белый конь · d2 белый конь · e2 чёрная пешка · g2 чёрный слон · e1 чёрный король | e8 чёрный конь · f8 белый король · g8 чёрный конь · b7 белый ферзь · c6 чёрная пешка · f6 белая пешка · b5 чёрная пешка · g4 чёрная ладья · c3 белая пешка · e3 белый слон · b2 белый конь · d2 белый конь · e2 чёрная пешка · g2 чёрный слон · e1 чёрный король | e8 чёрный конь · f8 белый король · g8 чёрный конь · b7 белый ферзь · c6 чёрная пешка · f6 белая пешка · b5 чёрная пешка · g4 чёрная ладья · c3 белая пешка · e3 белый слон · b2 белый конь · d2 белый конь · e2 чёрная пешка · g2 чёрный слон · e1 чёрный король | e8 чёрный конь · f8 белый король · g8 чёрный конь · b7 белый ферзь · c6 чёрная пешка · f6 белая пешка · b5 чёрная пешка · g4 чёрная ладья · c3 белая пешка · e3 белый слон · b2 белый конь · d2 белый конь · e2 чёрная пешка · g2 чёрный слон · e1 чёрный король | e8 чёрный конь · f8 белый король · g8 чёрный конь · b7 белый ферзь · c6 чёрная пешка · f6 белая пешка · b5 чёрная пешка · g4 чёрная ладья · c3 белая пешка · e3 белый слон · b2 белый конь · d2 белый конь · e2 чёрная пешка · g2 чёрный слон · e1 чёрный король | 1 |
|   | a | b | c | d | e | f | g | h |   |

1.Фh7? Лe4 (Сe4!);

1.Фa7? Лa4 2. Фf7 Лb4!

Решает 1.Фf7! (~ 2.Кd3+)

1…Сd5 (1…Лc4 2.Фg6)

2.Фa7 (2.Фh7? Се4!)

2…Лa4 3.Фh7 и

3…Лe4 4.Фh1# или 3…Сe4 4.Фh4#

Перекрытие Гримшоу с двумя вступительными критическими ходами.
Задача публиковалась под девизом Eine Schwalbe («Ласточка»), впоследствии ставшим названием немецкого общества шахматных композиторов и его печатного органа, журнала Die Schwalbe.

## Книги
- 101 ausgewählte Schachaufgaben, Braunschweig, 1875;
- Das indische Problem, Potsdam, 1903 (соавтор).